# Iglesia de San Juan Bautista (Malpartida de Plasencia)
La iglesia parroquial de San Juan Bautista en Malpartida de Plasencia es un templo católico iniciado a finales del siglo XV y que fue declarado Bien de Interés Cultural en la categoría de Monumento por la Junta de Extremadura, en octubre de 2018.
El templo constituye uno de los ejemplos más representativos del proceso constructivo al que se asistió en Extremadura durante el siglo XVI, en el que se ampliaron y reformaron numerosas iglesias motivado por el aumento demográfico y la bonanza económica bajo el auspicio de la nobleza y el clero. Destaca especialmente el caso de Malpartida de Plasencia por su carácter monumental y por la calidad de sus detalles arquitectónicos a través de los cuales puede rastrearse la evolución estilística del arte extremeño desde finales del siglo XV y todo el siglo XVI. Destacan las bóvedas de terceletes y la decoración de bolas de la cabecera que dejan paso a la unidad espacial y a los combados de la nave, así como a los detalles clasicistas en las portadas laterales y ménsulas, hasta avanzar finalmente al clasicismo barroco de la portada de los pies. Junto a ello, sobresale la calidad del retablo mayor, procedente de la escuela vallisoletana de la primera mitad de siglo XVII, obra de Agustín Castaño y que se considera un heredero directo del de la catedral placentina.

## Localización
La iglesia se ubica en el casco antiguo de Malpartida de Plasencia, en el norte de la localidad, unos 100 metros al sur de la plaza mayor de la villa.

## Historia
Aunque no se ha conservado la documentación del templo, ésta debió ser muy abundante a juzgar por lo datos que proporciona Antonio Ponz, quien la empleó para la redacción de su Viaje por España.
Por los rasgos estilísticos, la construcción de la fábrica debió iniciarse a finales del siglo XV o comienzos del siglo XVI pues la cabecera se ajusta a esta cronología. Esta construcción parece ser mejora o sustitución de una preexistente cuyas trazas se desconocen.
Gracias a Ponz, se conoce que, en 1551, se contrató a Pedro de Ezquerra para la realización de la iglesia parroquial quien, al fallecer diez años más tarde, sólo pudo construir dos tramos de la nave a partir de la cabecera con sus correspondientes bóvedas y con las dos portadas laterales.
En 1562, se hizo una nueva escritura de contratación de los trabajos que pasaron al hijo de Pedro de Ezquerra, Juan de Ezquerra y a otros dos maestros de cantería, Juan Negrete y Juan de la Fuente. Ya en 1574, se hizo cargo de la obra Juan Álvarez, quien tuvo el encargo de concluir el templo “bajo las condiciones y trazas de Ezquerra a excepción de la fachada”. A su autoría se debe la fachada de los pies, más avanzada que las laterales; el coro, en el que consta una inscripción de 1603; así como la capilla meridional, que parece obra de fines del siglo XVI.
La cronología aportada por Ponz se ajusta perfectamente a los cambios estilísticos apreciables a lo largo de la fábrica y viene además corroborada por los distintos escudos episcopales.
Se han sucedido distintas intervenciones para su recuperación. Así, en 1972, se procedió al desmontaje y posterior reconstrucción del coro y, en 1995, se acometió una amplia intervención en la que se recuperaron, entre otros elementos, las cubiertas, la torre, el campanario, los ventanales o las fachadas. Asimismo, el Retablo Mayor, ha sido objeto de una importante restauración en los años 1997 y 1998, así como en los canceles de madera que cierran las portadas laterales del templo o en el retablo de la Inmaculada.

## Descripción

### Estructura general

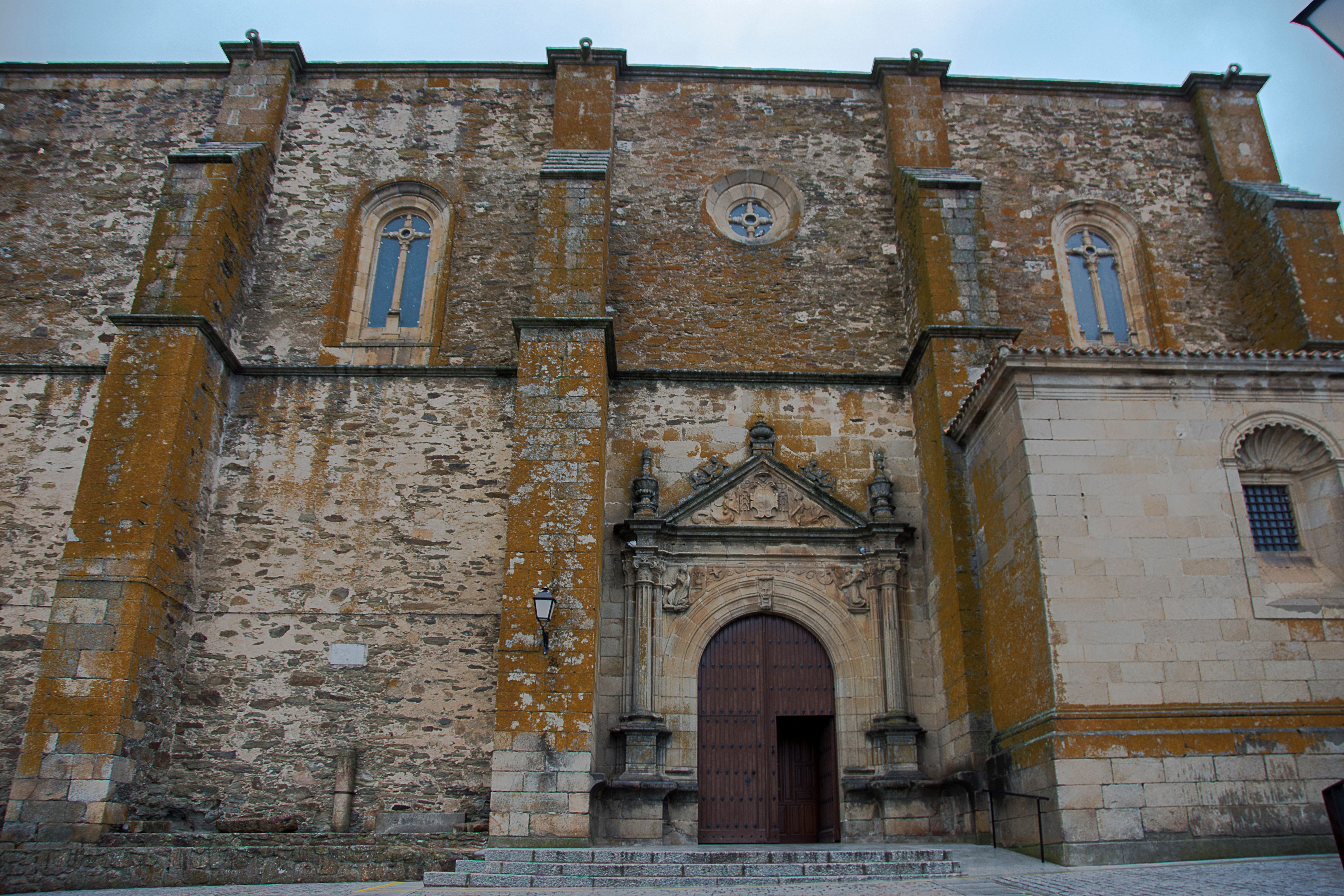
Fachada y portada sur del templo.

La Iglesia Parroquial de San Juan Bautista es una construcción recia, de mampostería, y sillares en portadas y contrafuertes. El templo consta una sola nave, dividida en cuatro tramos, de bastante amplitud, y dos portadas de concepción clasicista, ambas, en arco de medio punto, con una suave molduración seguida en las jambas, en cuya clave se sitúa una cartela que muestra un mascarón con la inscripción abreviada, Lingua refraenant omni tempore, mientras que, en las enjuntas, se representa la Anunciación. Enmarcan las portadas sendas columnas estriadas sobre plintos con retropilastras.
La portada sur se remata mediante un frontón triangular, enmarcado por ces, sobre las que se recuestan figuras fantásticas, y en cuyo interior, se encuentra el escudo del obispo Vargas de Carvajal.
La portada norte, por su parte, se remata mediante un frontón de carácter flamígero, formado por cuatro curvas convexas y enmarcado por ces fantásticas. En su interior, se ubica también el escudo del obispo Vargas de Carvajal. Remata el conjunto una hornacina con venera que alberga la imagen, en granito, del titular del templo. 
La portada de los pies es la más avanzada y es precursora de los ejemplos más destacados de estilo clasicista en bienes como el convento de San Vicente de Plasencia y las parroquias de Miajadas, Almaraz y Serrejón, todas ellas ya del primer cuarto del siglo XVII. Dicha portada está concebida a modo de arco de triunfo, con arco de medio punto moldurado, enmarcado por sendos pares de potentes columnas de orden compuesto, elevadas sobre un alto plinto y que sostienen una cornisa volada sobre la que se acopla un segundo cuerpo, semejante al inferior, aunque de tamaño mucho más reducido, en el que se repiten los plintos y se sustituyen las columnas pareadas por una columna y un candelabro, y la entrada en arco de medio punto, por un vano cuadrado enmarcado por las figuras, en hornacinas, de San Pedro y San Pablo. Culmina el conjunto el escudo de Juan Ochoa de Salazar, obispo entre los años 1587 y 1594.

### Interior
En el interior, las bóvedas que cubren los cuatro tramos que componen la nave son de cierta complejidad, de crucería con adición de terceletes, ligaduras y combados con nervios, que descansan sobre ménsulas apoyadas en el muro a gran altura, donde descansan los arcos fajones de medio punto. Dichas ménsulas, de labra algo ingenua, están formadas por un capitel compuesto sobre el que se despliega otra ménsula, más amplia, con cabezas de ángeles.
La cabecera, de época anterior a la nave, es más estrecha que aquella, y consta de dos tramos, uno recto y otro ochavado, cubiertos ambos con bóvedas estrelladas con terceletes y ligaduras. Su clave aparece decorada con el escudo policromado de los Carvajal. Del mismo modo, la cabecera presenta una altura inferior con respecto a la nave con un gran arco triunfal de medio punto. En el exterior, entre los contrafuertes, se haya empotrada un ara votiva de época romana.
El espacio interior se amplía aún más con dos capillas. La que se abre en el lado de la Epístola, entre los contrafuertes, es de planta cuadrada, y está cubierta con bóveda de crucería estrellada e iluminada mediante un hueco rectangular muy abocinado bajo venera. La capilla que está ejecutada con sillería puede datarse hacia finales del siglo XVI. La otra capilla se abre en el lado del Evangelio y forma el primer cuerpo de la torre, en el primer tramo más próximo al presbiterio. Dicha estancia puede considerarse de la misma época que la cabecera del templo debido a la coincidencia de la presencia en el presbiterio y en el segundo cuerpo de la torre del escudo de los Carvajal.
Ambas capillas conservan, en sus bóvedas, restos de la policromía de carácter vegetal. La policromía alcanza las claves, con elementos de la Pasión en el lado del Evangelio y versos del Ave María en el lado de la Epístola.
La torre es una construcción maciza, sin apenas huecos, dividida en tres tramos mediante impostas. La presencia de escudos en su exterior nos permite fecharla: el escudo de los Carvajal del segundo cuerpo, a inicios del XVI, mientras que el escudo del prelado placentino Gutiérrez Vargas de Carvajal, emplazado en el tercero de los cuerpos, el destinado a las campanas, a mediados del mismo siglo. La torre tiene una espadaña, como remate de su frente sur, que distorsiona, en cierta manera, el conjunto. El espacio que corresponde al primero de los cuerpos de la torre debió estar ocupado por una capilla lateral contemporánea pues se observa el arranque de las bóvedas de crucería que conformarían su cubierta.
A los pies se sitúa el coro, formado por un arco carpanel muy abierto que descansa sobre una bóveda sumamente plana de crucería con terceletes y dobles combados con claves decoradas. En el frente del coro, existe una inscripción que nos permite datar su ejecución en 1603: “PP. CLEM. 8. R. PHILIP. 3 EPISC. PETR. GONZ. ACEVEDO. 1603”. En el siglo XX, para evitar su derrumbe, el coro tuvo que ser desmontado y restituido.
El espacio interior se encuentra bastante iluminado gracias a ventanas y un óculo, que se sitúa sobre la portada de la Epístola. Las ventanas de la nave cuentan con mainel central, que es una columna, disponiendo en la parte superior tres balaustres que forman con el mainel una cruz, balaustres que se repiten en el citado óculo donde nuevamente se disponen formando una cruz con círculo calado en el centro. Es este un elemento que aparece en otras obras de Pedro de Ezquerra, como la parroquial de Aldeanueva de la Vera, que pudo haber tomado de Rodrigo Gil de Hontañón del que es seguidor. La ventana del presbiterio presenta un carácter distinto, con su arco de medio punto ligeramente apuntado y abocinado, que nos remite al gótico avanzado.
El solado primitivo del templo se resuelve a base de grandes losas de granito, que aparecen numeradas señalando la presencia de enterramientos a lo largo de toda la nave, si bien, cerca del presbiterio, se localizan lápidas funerarias en las que ya aparecen identificados los difuntos vinculados seguramente a la nobleza o al estamento eclesiástico.

### Bienes muebles
Retablo mayor

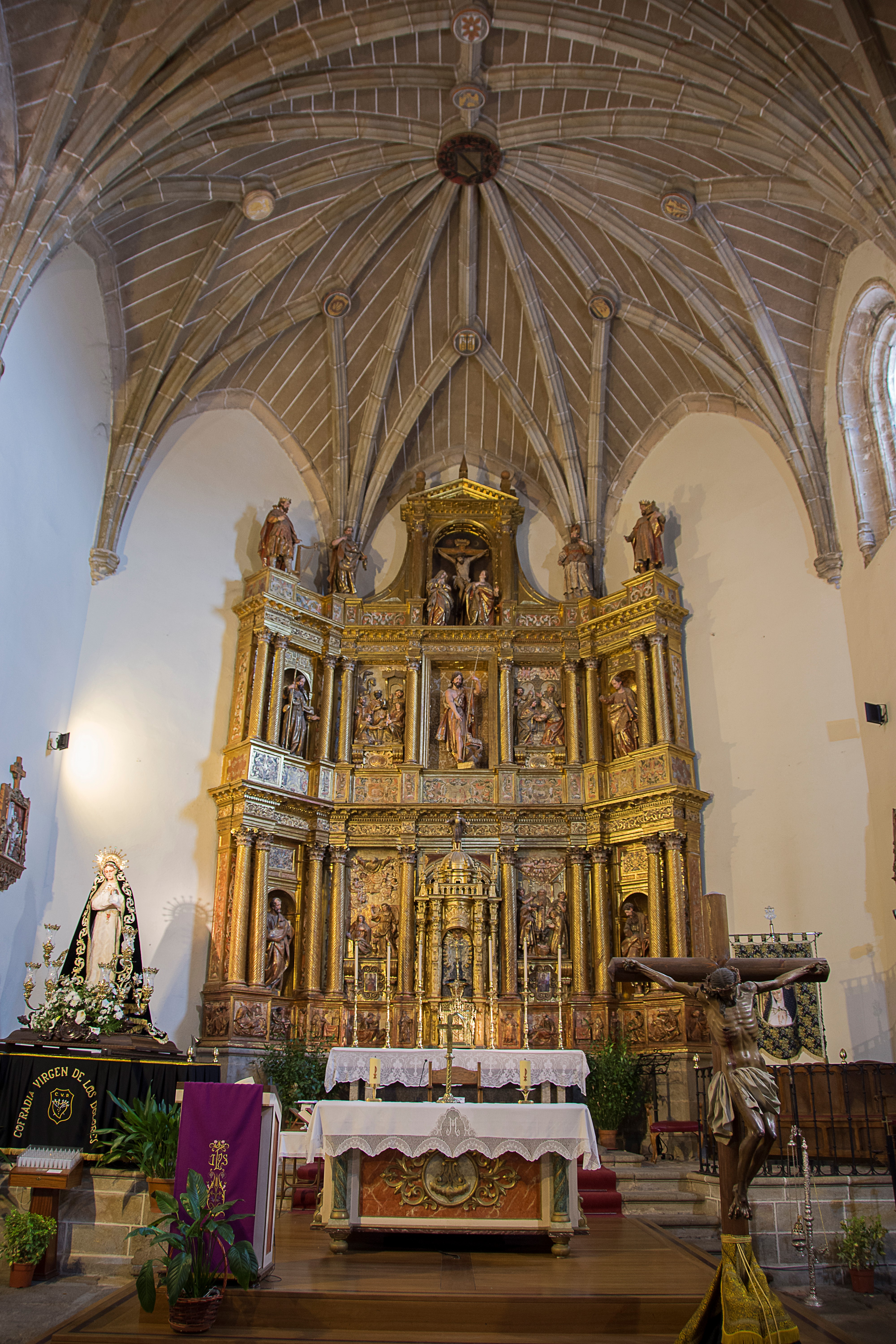
Retablo mayor de la iglesia de San Juan Bautista.

Se trata de una extraordinaria obra del siglo XVII que ocupa todo el fondo del ábside. El retablo se articula en cinco calles, organizadas a través de
dos cuerpos más el remate. Sus dos calles exteriores avanzan con respecto al resto, adaptándose así a la curvatura del ábside mediante una planta quebrada. Las calles se separan mediante pares de columnas finamente entorchadas cuyo ligero avance contribuye a dar cierto movimiento y claroscuro a la estructura. En los intercolumnios encontramos hornacinas con imágenes que se alternan con paneles en relieve.
El banco se decora con las imágenes de los evangelistas, que ocupan los espacios correspondientes a las calles, mientras que los relieves de los Padres de la Iglesia ocupan los plintos que soportan las columnas.
En la calle central, en el primer cuerpo, se ubica un sagrario barroco, cerrado con cúpula semiesférica y rematado por una pequeña imagen de la Fe. Se trata de una obra dorada por Ysidro Yoanoni, vecino de Navaconcejo, según contrato firmado en 1805. A sus lados, encontramos los relieves de la Anunciación y del Nacimiento de Jesús, bajo los cuales pueden verse dos pequeños cuadros con un santo vestido de obispo y San Luis. En las calles exteriores se sitúan las tallas de San Pablo y San Pedro.
El segundo cuerpo es de menor altura que el inferior, con su banco decorado con pinturas que ilustran pasajes de la vida del titular del templo como el Bautismo de Cristo, el Cordero o la cabeza del santo. El centro lo ocupa la imagen del San Juan, flanqueado por las escenas de la Epifanía y la Visitación, bajo las cuales sendas cartelas señalan los años de 1620, en el izquierdo, y 1640, en el derecho. Las calles exteriores están ocupadas por las imágenes de Santiago y San Felipe.
El ático se remata con un Calvario que aparece flanqueado por las imágenes monumentales de David, Moisés, Aarón y Salomón.
Estilísticamente, el retablo es de traza clasicista, característico de la primera mitad del siglo XVII, que toma sus referencias de la escuela barroca castellana-procede de talleres vallisoletanos—, y de la obra de Gregorio Fernández. Montero Aparicio llega a considerarlo junto con el retablo mayor de Plasencia, el mejor conjunto escultórico de la escuela castellana del siglo XVII.
Las primeras noticias que tenemos de su ejecución son las proporcionadas por Antonio Ponz, en 1784, quien nos informa de su procedencia vallisoletana y del nombre de su artífice, Agustín Castaño, seguidor de Gregorio Fernández quien lo ajustó por veinte y ocho mil reales.
Ponz nos informa también de que, a la muerte de Castaño, se haría cargo de los trabajos su suegro Diego Vázquez. Autores posteriores matizan esta afirmación achacando a Ponz un error de transcripción de forma que Diego Vázquez es en realidad Diego Basoco, ensamblador vizcaíno y suegro de Castaño. Tras las últimas investigaciones, sabemos que Agustín Castaño labró, hasta su muerte, en 1619, toda la escultura del retablo excepción de las cuatro historias, que tallaría en realidad Pedro Martínez Hontañón, escultor de estilo más tosco e inexpresivo, entre 1620 y 1624, a instancias de Diego Basoco.
Del ensamblaje del conjunto se haría cargo Juan Sánchez con quien Castaño había trabajado con anterioridad en numerosas ocasiones.
Recientemente, el retablo se ha visto sometido a un amplio proceso de restauración llevado a cabo durante los años 1997 y 1998 por la empresa TEKNE y bajo la dirección técnica de la Junta de Extremadura.

#### Otros retablos
- Retablo de Sagrado Corazón. Sencillo retablo ubicado en el lado de la Epístola, formado por cuatro columnas salomónicas, con profusa decoración vegetal, que puede datarse hacia el 1730. En él hay una imagen moderna de Sagrado Corazón e imágenes de Santa Ana y San Andrés del tiempo del retablo.
- Retablo de la Virgen. Se ubica en la capilla del lado de la Epístola. Consta de un solo cuerpo con dos columnas salomónicas enmarcando la hornacina central y dos estípites en los laterales. El retablo puede datarse hacia 1740 al igual que la imagen central de la Virgen con el Niño. El resto de las imágenes que lo componen son modernas.
- Retablo de la Inmaculada. Ubicado en el lado del Evangelio, se encuentra actualmente despojado de las imágenes debido al deterioro de su estado provocado por el ataque de agentes xilófagos. De cuerpo único, el retablo se estructura en banco y tres calles, separadas por columnas y remate con cuerpo central, enmarcado por machones y aletones. Como corresponde al estilo barroco, el retablo presenta una amplia decoración que inunda todas las estructuras a base de formas vegetales, festones, guirnaldas y veneras. La obra puede fecharse hacia 1730.

#### Otros bienes muebles
- Cristo Crucificado. Obra de gran calidad procedente de la escuela castellana que está situado en una hornacina de la capilla de la Epístola. El cristo aparece muerto, con la cabeza caída sobre el pecho, destacando el marcado realismo de la imagen.
- Imágenes procedentes del Retablo del Nazareno. Actualmente desaparecido, en la capilla del Evangelio se ubicaba el Retablo del Nazareno, que estaba compuesto de un solo cuerpo, con tres hornacinas separadas mediante columnas y estípites, y remate semicircular, fechable también hacia el 1730. De dicha pieza se conservan las imágenes que lo compondrían: un Jesús Nazareno y una Virgen de la Soledad, ambas de vestir, del siglo XVIII; una Virgen del Carmen, moderna; y un Cristo Yacente, también del siglo XVIII.
- Púlpito de Hierro. Adosado al muro del Evangelio, al púlpito le falta la escalera de acceso. La pieza está ejecutada en hierro forjado y puede datarse en la primera mitad del siglo XVI. En ella se aúnan las formas de tradición gótica con elementos renacentistas. El tornavoz de madera es ya de época barroca.
- Pilas benditeras. Situadas a los pies del tempo, se trata de dos piezas arquitectónicas reutilizadas, posiblemente dos capiteles, con decoración de carácter vegetal enmarcada en casetones una de ellas y, otra, con bolas y cabezas humanas, ambas de carácter gótico.
- El templo cuenta además con cuatro campanas que se ubican en el cuerpo superior de la torre. Las campanas son de cierto interés y se componen de jubo de hierro, rematado en forma de cruz, copa de bronce y badajo, también metálico. En el frente de la campana se haya inscrita la fecha de su ejecución, si bien es muy difícil su lectura dada la suciedad acumulada.
- En el exterior, entre los contrafuertes de la cabecera, se encuentra embutida un ara votiva dedicada a la deidad vetona Asitrita. La pieza tiene forma de sillar y, aunque se encuentra fragmentada, puede leerse la siguiente inscripción: “ASI(TRITAE) RAPHICIOGISAE V(OTUM) S(OLVIT) L)IBENS)”.
- Además, adosado al muro sur, se localiza un miliario romano, procedente de la Vía de la Plata. El miliario presenta una inscripción en su frente la cual se encuentra parcialmente oculta dada su ubicación.